# 康登頓 (密蘇里州)
康登頓（英語：Camdenton）是位於美國密蘇里州康登縣的城市。同時該地也是康登縣的縣治。

## 人口
根據2020年美國人口普查的數據，康登頓的面積為14.23平方千米，當中陸地面積為14.22平方千米，而水域面積為0.01平方千米。當地共有人口3960人，而人口密度為每平方千米278人。